# Мйодовиці
Мйодовиці (пол. Miodowice, нім. Medewitz) — село в Польщі, у гміні Пшибернув Голеньовського повіту Західнопоморського воєводства.
Населення — 136 осіб (2011).
У 1975-1998 роках село належало до Щецинського воєводства.

## Демографія
Демографічна структура станом на 31 березня 2011 року:
|          | Загалом | Допрацездатний вік | Працездатний вік | Постпрацездатний вік |
| -------- | ------- | ------------------ | ---------------- | -------------------- |
| Чоловіки | 64      | 19                 | 42               | 3                    |
| Жінки    | 72      | 22                 | 40               | 10                   |
| Разом    | 136     | 41                 | 82               | 13                   |